# Alpe d’Huez

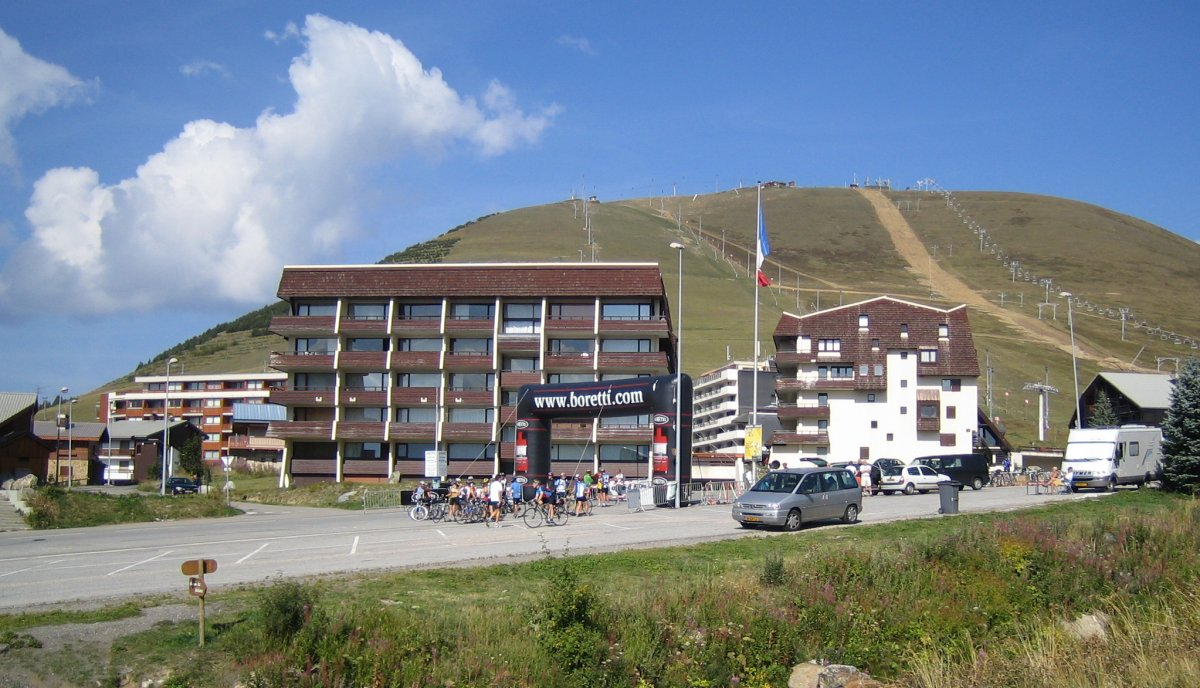
Az Alpe d’Huez-i befutó.

Alpe d’Huez talán a leghíresebb síparadicsom Franciaországban, 1850/3330 méter tengerszint feletti magasságban. Alpe d’Huez egy hegyi legelő a középső Francia-Alpokban, Huez községben, Isère megyében.

## Tour de France
Alpe d’Huez a leghíresebb hegy a Touron. Bár a Tour de France útvonala évről évre változik, Alpe d’Huez szinte minden évben befutó volt 1976 óta. A Tour először 1952-ben látogatott az Alpe d’Huez-re, melyet az olasz Fausto Coppi nyert meg.
Az emelkedő 13,8 km hosszú, átlagosan 8,1%-os, 21 hajtűkanyar, (les 21 virages) minden visszafordítóban táblákkal, melyeket a korábbi  szakaszgyőztesek tiszteletére helyeztek el. 2001-ben a 22 szakaszgyőztes után a táblákat újra alulról kezdték el kirakni.
Mivel a Tour történetében ez a leghíresebb szakasz, az Alpe d’Huezre mindig több százezer ember látogat ki, fantasztikus, semmivel össze nem hasonlítható hangulatot teremtve. 1999-ben Giuseppe Guerini nyerte a szakaszt annak ellenére, hogy egy túl lelkes néző elé lépett hogy fényképet készítsen róla, és Guerini bukott emiatt. A néző később elnézést kért Guerinitől. A 2004-es Tour de France-on egyéni időfutamot rendeztek az Alpe d’Huez-re, amelyet a helyszínen egyes becslések szerint közel egymillió rajongó követett figyelemmel. Néhányak közülük nem tudtak ellenállni, és a versenyzőket tolva próbálták őket segíteni az emelkedőn. Lance Armstrong nyerte azt a szakaszt, ideje csupán 1 másodperccel maradt el a rekordtartó Marco Pantani 37:35-ös idejétől.
Alpe d’Huez-t nevezik még Holland hegynek is, mivel az első 14 alkalomból nyolcszor holland nemzetiségű kerékpáros nyerte a befutót. Átlagban minden harmadik néző holland nemzetiségű Alpe d’Huezen annak ellenére, hogy az utolsó 11 Alpe d’Huez-t nem nyerte holland versenyző, hatot az olaszok, hármat amerikai, egyet a baszk Iban Mayo, és a legutóbbi, 2006-os Tour de France-on rendezett szakaszt a Luxemburg-i Fränk Schleck. 
A hegycsúcs továbbá otthont ad a La Marmotte-nak, a világ talán legkeményebb egynapos országúti kerékpárversenyének. Ez egy 174 km hosszú megmérettetés, melyen összesen 5180 méter szintkülönbséget győznek le. A verseny érinti a Col du Glandon-t, a Col du Télégraphe-ot, a Col du Galibier-t, és a méltán híres Alpe d’Huez-i befutóval ér véget.

## Alpe d’Huez nyertesei
| Év    | Név                | Ország             | Kanyar |
| ----- | ------------------ | ------------------ | ------ |
| 2022  | Tom Pidcock        | Egyesült Királyság | 12     |
| 2018  | Geraint Thomas     | Egyesült Királyság | 13     |
| 2015  | Thibaut Pinot      | Franciaország      | 14     |
| 2013  | Christophe Riblon  | Franciaország      | 15     |
| 2011  | Pierre Rolland     | Franciaország      | 16     |
| 2008  | Carlos Sastre      | Spanyolország      | 17     |
| 2006  | Fränk Schleck      | Luxemburg          | 18     |
| 2004  | Lance Armstrong    | Egyesült Államok   | 19     |
| 2003  | Iban Mayo          | Spanyolország      | 20     |
| 2001  | Lance Armstrong    | Egyesült Államok   | 21     |
| 1999  | Giuseppe Guerini   | Olaszország        | 1      |
| 1997  | Marco Pantani      | Olaszország        | 2      |
| 1995  | Marco Pantani      | Olaszország        | 3      |
| 1994  | Roberto Conti      | Olaszország        | 4      |
| 1992  | Andrew Hampsten    | Egyesült Államok   | 5      |
| 1991  | Gianni Bugno       | Olaszország        | 6      |
| 1990  | Gianni Bugno       | Olaszország        | 7      |
| 1989  | Gert-Jan Theunisse | Hollandia          | 8      |
| 1988  | Steven Rooks       | Hollandia          | 9      |
| 1987  | Federico Echave    | Spanyolország      | 10     |
| 1986  | Bernard Hinault    | Franciaország      | 11     |
| 1984  | Luis Herrera       | Kolumbia           | 12     |
| 1983  | Peter Winnen       | Hollandia          | 13     |
| 1982  | Beat Breu          | Svájc              | 14     |
| 1981  | Peter Winnen       | Hollandia          | 15     |
| 1979* | Joop Zoetemelk     | Hollandia          | 16     |
| 1979* | Joaquim Agostinho  | Portugália         | 17     |
| 1978  | Hennie Kuiper      | Hollandia          | 18     |
| 1977  | Hennie Kuiper      | Hollandia          | 19     |
| 1976  | Joop Zoetemelk     | Hollandia          | 20     |
| 1952  | Fausto Coppi       | Olaszország        | 21     |

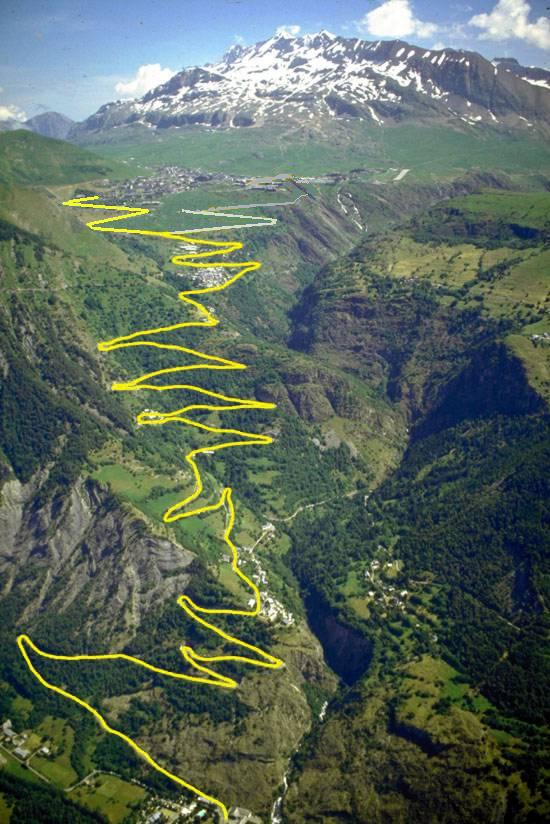
Látkép Alpe d’Huez-ről, és a híres 21 kanyarról.

*1979-ben két alkalommal volt befutó Alpe d’Huez-re.

## A leggyorsabb mászások

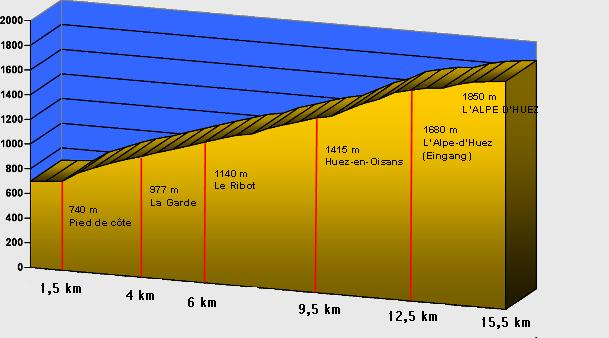
Alpe d’Huez profilja.

A hegyen 1994 óta történik hivatalos időmérés. '94-től '97-ig a mérést a cél előtt 14,5 kilométerrel kezdték, majd 1999-től egy célfotó berendezést használnak, mely a mérést 14 km-től kezdi. Egyéb időméréseket is végeznek 13,8 kilométerrel a céltól, attól a kanyartól, amelyiknél a hegy megmászása valójában elkezdődik, valamint egy útkereszteződéstől is, mely az emelkedő előtt körülbelül 700 méterrel található. A leggyorsabb mászás Marco Pantani nevéhez fűződik, az 1997-es Tour de France-on
| Helyezés | Versenyző        | Idő     | Év   |
| -------- | ---------------- | ------- | ---- |
| 1.       | Marco Pantani    | 37' 35" | 1997 |
| 2.       | Lance Armstrong  | 37' 36" | 2004 |
| 3.       | Marco Pantani    | 38' 00" | 1994 |
| 4.       | Lance Armstrong  | 38' 01" | 2001 |
| 5.       | Marco Pantani    | 38' 04" | 1995 |
| 6.       | Jan Ullrich      | 38' 23" | 1997 |
| 7.       | Floyd Landis     | 38' 34" | 2006 |
| 8.       | Andreas Klöden   | 38' 35" | 2006 |
| 9.       | Jan Ullrich      | 38' 37" | 2004 |
| 10.      | Richard Virenque | 39' 02" | 1997 |